# Davide Plebani
Davide Plebani (Sarnico, 24 juli 1996) is een Italiaans wielrenner en baanwielrenner. Plebani behaalde een derde plaats op de achtervolging tijdens de Wereldkampioenschappen baanwielrennen in 2019.

## Belangrijkste resultaten

### baanwielrennen
| Jaar     | IK         | EK                   | WK            | Overig |
| Beloften | Beloften   | Beloften             | Beloften      | Beloften |
| -------- | ---------- | -------------------- | ------------- | --- |
| 2015     |            | koppelkoers          |               | |
| 2016     |            | ploegenachtervolging |               | |
| Elite    |            |                      |               | |
| 2016     | teamsprint |                      |               | |
| 2019     |            | ploegenachtervolging | achtervolging | WB Hongkong: 1e ploegenachtervolging · Europese Spelen: achtervolging, ploegenachtervolging · Zesdaagse van Fiorenzuola |
| 2020     |            |                      |               | Zesdaagse van Fiorenzuola                                                                                               |